# Шмитт, Пал
Пал Шмитт (венг. Schmitt Pál; род. 13 мая 1942, Будапешт) — венгерский политический и государственный деятель, фехтовальщик, президент Венгерского олимпийского комитета (с 1989 года). Занимал посты президента Венгрии (2010—2012), спикера парламента Венгрии (май — август 2010 года) и вице-председателя Европарламента (2009—2010).

## Биография
Окончил Экономический университет имени Карла Маркса и Будапештский университет физического воспитания. Член сборной Венгрии по фехтованию на шпагах в 1965—1977 годах. Чемпион Олимпийских игр 1968 и 1972 (командная шпага). Чемпион мира и Европы. Завершил спортивную карьеру в 1977 году.
Работал директором «Непштадиона» в Будапеште, вице-президентом Национального бюро по физическому воспитанию и спорту.
В 1983 году стал генеральным секретарем Венгерского олимпийского комитета и членом МОК. В 1984—1989 годах — вице-председатель комиссии спортсменов МОК. В 1985—1991 годах — член комиссии МОК по подготовке Олимпийских игр.
В 1989 году стал президентом Венгерского олимпийского комитета. Тогда же стал членом комиссии МОК по выборам (до 1992 года), а также координатором Зимних Олимпийских игр в Альбервиле и Лиллехаммере. В 1991—1999 годах член исполкома МОК. В 1993—1999 годах член комиссии олимпийского движения. С 1995 года — вице-президент МОК, председатель комиссии по спорту и окружающей среде, член Совета Олимпийского ордена (до 1999 года). С 1999 года — президент Всемирной олимпийской ассоциации (до 2007 года), член исполнительного комитета «МОК 2000» и шеф протокола МОК.
В 2001 году выставлял свою кандидатуру на пост нового президента комитета, но проиграл Жаку Рогге.
В 1993—1997 годах был послом Венгрии в Испании, в 1998—2002 годах — в Швейцарии.
В 2003—2007 годах был вице-председателем партии Фидес. С 2004 года — депутат Европарламента (был переизбран в 2009 году), где являлся одним из 14 вице-председателей и председателем комиссии по отношениям с Хорватией. В 2010 году оставил свой депутатский мандат.
29 июня 2010 года парламентом Венгрии избран новым президентом страны 263 голосами против 59 голосов у единственного оппонента Андраша Балога. Официально вступил в должность 6 августа 2010 года.
В январе 2012 года оказался в центре скандала, вызванного тем, что венгерский экономический еженедельник HVG опубликовал статью венгерского внештатного журналиста о том, что докторская диссертация Президента Венгрии Пала Шмитта от 1992 года была плагиатом работ болгарского и немецкого учёных Николая Георгиева и Клауса Хейнеманна. В свою защиту сделал несколько заявлений, которые только усугубили скандал. 29 марта 2012 года докторский совет Будапештского университета медицины и спорта имени Игнаца Земмельвайса принял решение о лишении Пала Шмитта докторской степени.
2 апреля 2012 года в выступлении перед парламентом Венгрии объявил об уходе в отставку с поста президента.

### Семья
Супруга — бывшая венгерская гимнастка Каталин Макраи (венг. Makray Katalin, род. 1945), вице-чемпионка Олимпийских игр 1964 года в упражнениях на брусьях.